# 1er régiment médical
Le 1er régiment médical (1er RMED) était un régiment de l'Armée de terre française créé en 1992 et dissous en juin 2011.

## Histoire
Le 1er régiment médical est créé le 1er juillet 1992 à partir du groupement médical de Sedan et de la 21e compagnie médicale du 2e corps d'armée (21e CMCA) de Neustadt an der Weinstraße en Allemagne.
Sa devise est « Partout pour tous ».
Il est l'héritier des traditions des bataillons médicaux du Corps expéditionnaire français en Italie,
son drapeau porte l'inscription « ITALIE 1943-1944 ».
Le régiment était installé caserne Serret à Châtel-Saint-Germain près de Metz. 
Il a été projeté depuis sa création, sur pratiquement tous les théâtres d'opérations où ont été engagées des troupes françaises tels que la Bosnie, le Kosovo, la Somalie, le Rwanda, la Côte d'Ivoire, le Liban, le Tchad, le Gabon, l'Afghanistan ou les Dom-Tom.
Il est dissous le 15 juin 2011 dans le cadre de la réforme de la carte militaire. Le nouveau régiment médical de La Valbonne est créé le 4 juillet 2011 à partir des 1er, 2e et 3e régiments médicaux.

## Mission et organisation
Le régiment avait des missions spécifiques santé et des missions communes à toutes les formations de l'Armée de terre.
Dans le cœur de métier, il intervenait à tous les niveaux dans la prise en charge des blessés d'une force projetée en opération : montage des structures de traitement médico-chirurgical (antennes chirurgicales, hôpitaux médico-chirurgicaux en version « shelters » modulables ou structure métallo-textile), ramassage des blessés à l'avant, évacuation vers l'arrière après traitement initial, ravitaillement sanitaire de toutes les structures de soins, décontamination médicale des blessés radio-contaminés ou intoxiqués par arme chimique.
Ses personnels étaient projetés, collectivement ou individuellement, sur tous les théâtres d'opérations où sont déployées les forces françaises, notamment en Afghanistan (aussi bien en soutien santé des troupes patrouillant sur le terrain, qu'au sein de l'hôpital médico-chirurgical de Kaboul), au Liban, au Tchad, en Côte d'Ivoire ou dans les Balkans.
Dans le cadre des missions communes de l'Armée de terre, le 1er régiment médical effectuait des missions de type Proterre, aussi bien en métropole (missions Vigipirate de sécurité publique) qu'en outre-mer (missions de plusieurs mois de présence dans les départements et collectivités d'outre-mer).
Le 1er régiment médical était articulé en neuf compagnies :
- trois compagnies médico-chirurgicales ;
- une compagnie de ravitaillement sanitaire et de décontamination NRBC (CRD) ;
- le 810e hôpital mobile de campagne (810° HMC) ;
- deux hôpitaux mobiles de campagne de réserve (le 812° HMC et le 818° HMC) ;
- une compagnie d'administration et de soutien (CAS) ;
- une compagnie de commandement et de logistique (CCL).